# السكان العائمون
السكان العائمون
(بالإنجليزية: Floating population)‏

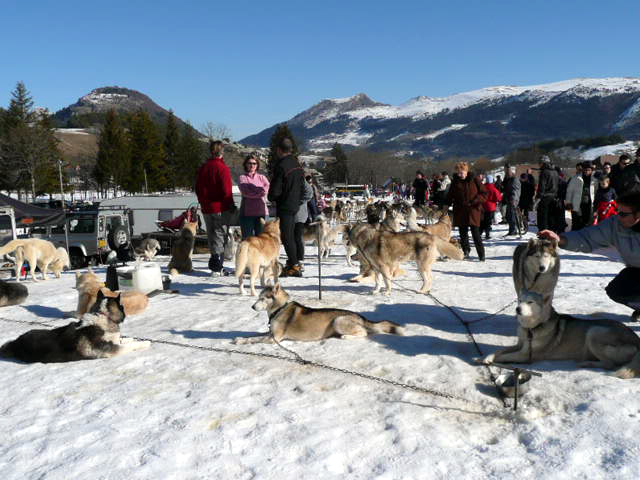

هو مصطلح يستخدم لوصف مجموعة من الأشخاص الذين يقيمون في مجموعة معينة من الوقت ولأسباب مختلفة ، ولكن لا تعتبر عمومًا جزءًا من التعداد الرسمي للسكان. 
عادة ما يتم تقسيم السكان إلى فئتين :
- السكان : وهم المقيمين بشكل دائم في منطقة لفترة طويلة من الوقت ويشكلون جزءًا من التعداد الرسمي للسكان [2]
- السكان العائمون: المتواجدون في المنطقة دون الإقامة لفترة طويلة ولا يعتبروا جزء من التعداد الرسمي للسكان. [3]